# Callophrys sheridanii
Espèce
Callophrys sheridanii est une espèce de papillon de la famille des Lycaenidae, de la sous-famille des Theclinae et du genre Callophrys.

## Dénomination
Callophrys  sheridanii nommé par W.H.Edwards en 1877.
Callophrys  sheridanii se nomme en anglais White-lined Green Hairstreak.

### Sous-espèce
- Callophrys sheridanii neoperplexa Barnes et Benjamin, 1923 ; présent dans le sud-ouest de l'Alberta.
- Callophrys sheridanii newcomeri Clench, 1963 ; présent dans le sud de la Colombie-Britannique.

Deux autres sont considérées soit comme des sous-espèces soit comme des espèces:
- Callophrys sheridanii comstocki Henne, 1940 ; ou Callophrys comstocki le Desert Green Hairstreak
- Callophrys sheridanii lemberti Tilden, 1963 ; ou Callophrys lemberti l'Alpine Green Hairstreak ou Lembert's Hairstreak

## Description
Les mâles et femelles de ce petit papillon sont identiques. Le dessus est brun grisâtre, le revers des ailes est vert, avec une ligne blanche.

## Biologie

### Période de vol et hivernation
Ce sont les chrysalides qui hivernent.
Il vole en une génération de mars à juin.

### Plantes hôtes
Les plantes hôtes sont des Eriogonum .

## Écologie et distribution
Callophrys  sheridanii est présent en Amérique du Nord dans les Montagnes Rocheuses, au Canada en Colombie-Britannique et Saskatchewan, et aux USA au Nevada, en Arizona, au Dakota du Nord  et Nouveau-Mexique,.

### Biotope
Son habitat consiste en versants de montagnes et de canyons où pousse la plante hôte de sa chenille.

### Protection
Pas de statut de protection particulier.